# Quiina
Quiina, rod južnoameričkog bilja iz porodice Ochnaceae, dio je potporodice Quiinoideae. Rod je opisan 1775., priznate su 32 vrste iz tropske Amerike a tipična je Q. guianensis.

## Vrste
1. Quiina amazonica A. C. Sm.
2. Quiina attenuata J. V. Schneid & Zizka
3. Quiina berryi J. V. Schneid. & Zizka
4. Quiina blackii Pires
5. Quiina cidiana J. V. Schneid. & Zizka
6. Quiina cruegeriana Griseb.
7. Quiina florida Tul.
8. Quiina gentryi J. V. Schneid. & Zizka
9. Quiina glaziovii Engl.
10. Quiina grandifolia Mildbr.
11. Quiina guianensis Aubl.
12. Quiina indigofera Sandwith
13. Quiina integrifolia Pulle
14. Quiina jamaicensis Griseb.
15. Quiina leptoclada Tul.
16. Quiina longifolia Spruce ex Planch. & Triana
17. Quiina macrophylla Tul.
18. Quiina maguirei Pires
19. Quiina maracaensis J. V. Schneid. & Zizka
20. Quiina negrensis A. C. Sm.
21. Quiina obovata Tul.
22. Quiina oiapocensis Pires
23. Quiina paraensis Pires & Fróes
24. Quiina parvifolia Lanj. & v. Heerdt ex Pulle
25. Quiina piresii J. V. Schneid. & Zizka
26. Quiina pteridophylla (Radlk.) Pires
27. Quiina rhytidopus Tul.
28. Quiina sessilis Choisy, Planch. & Triana
29. Quiina tinifolia Planch. & Triana
30. Quiina wurdackii Pires
31. Quiina yatuensis J. Schneid. & Zizka
32. Quiina zamorensis J. V. Schneid. & Zizka